# Francisca Puertas Maroto
Francisca Puertas Maroto (Madrid, 1958) es una química española que se dedica a investigar en el campo de la Ciencia y Tecnología de los Materiales, y más concretamente dentro del estudio y desarrollo de materiales de construcción. También es Profesora de Investigación del CSIC en el Instituto de Ciencias de la Construcción Eduardo Torroja (IETcc-CSIC), Investigadora del Instituto de Ciencias de la Construcción Eduardo Torroja (IETCC-CSIC), así como miembro de la Comisión de Mujer y Ciencia del CSIC.

## Biografía
En el año 1980 se  licenció en Ciencias Químicas por la Universidad Autónoma de Madrid (UAM), donde se doctoró en 1987 siendo el título de su tesis: “Empleo de escorias de horno alto como crudo en la obtención de cemento y modificación de sus fases por efecto del manganeso. Reacciones de hidratación”.
Trabajó durante un breve periodo de tiempo como profesora de secundaria, labor que abandonó para iniciar, a partir del año 1984, su carrera como investigadora gracias a una beca de Formación del Personal Investigador (FPI), la cual le permitió dedicar todo su tiempo a la tesis doctoral, que dirigía el Profesor Tomás Vázquez Moreno, y en la que estudió “la incorporación de  escorias cristalizadas de alto horno en la preparación de crudos de cemento, en sustitución parcial de las calizas y arcillas, con el objeto de conseguir mejoras de tipo ambiental, energético y económico”.
Tras su doctorado entre 1988 y 1989 pasó a trabajar en el Instituto Eduardo Torroja del CSIC como becaria posdoctorado, siendo contratada más tarde como investigadora en el Centro de Investigación de Repsol Petróleo, siendo responsable del Laboratorio de Química del Estado Sólido en el Departamento de Analítica. Pasó a trabajar a partir de 1990 como Científica Titular en el IETcc-CSIC, llegando a ser Investigadora Científica en el año 2003 y consiguiendo plaza como Profesora de Investigación en el año 2009. Forma parte de la Comisión Permanente del Cemento del Ministerio de Fomento y de la Comisión de Mujer y Ciencia del CSIC por el Área de Ciencia y Tecnología de Materiales. Entre 2007 y 2016 formó parte de la Junta Directiva de la Asociación de Mujeres Investigadoras y Tecnólogas (AMIT), los tres últimos años como Secretària General.

## Líneas de investigación
Como investigadora Francisca Puertas Maroto ha trabajado en dos líneas fundamentalmente:
- la “Química del Cemento”, ámbito en el que se centra en el estudio físico-químico del proceso de fabricación de cementos, el empleo de procedimientos y materiales alternativos (residuos y subproductos industriales), así como en el impacto ambiental que estos materiales tienen.[3]
- los “Nuevos Materiales de Construcción”, estudiando cementos eco-eficientes y cementos especiales, el uso de aditivos en los mismos y el desarrollo de nuevos materiales.

Pese a ello hay que destacar que durante un tiempo se dedicó a una tercera línea de investigación, en la que se centraba en el estudio del Patrimonio Histórico-Artístico, investigando las causas de deterioro de los materiales de construcción antiguos mediante nuevos métodos, estudiando los materiales y desarrollando otros más idóneos (como morteros) para  la de monumentos histórico-artísticos.

## Publicaciones
Su extensa e intensa vida como investigadora ha dado lugar a una amplia gama de producciones científicas, que cuenta con más de 130 artículos en revistas indexadas y la participación en más de 70 publicaciones colectivas (capítulos de libros, monografías, proceedings de congresos).
Destacan además los libros de los que es coautora como:
- Aditivos para el hormigón: compatibilidad cemento-aditivos basados en policarboxilatos. Consejo Superior de Investigaciones Científicas, 2009. ISBN 9788400089078 Publicado junto a María del Mar Alonso López y Marta Palacios Arévalo.
- Empleo de residuos cerámicos como materia prima alternativa en la fabricación de cemento Pórtland (Monografías del Instituto Eduardo Torroja, octubre de 2011). ISBN 8400093682; ISBN 978-8400093686 Publicado junto a Irene García Díaz.

Además es, desde 1997, la directora de la revista científica internacional Materiales de Construcción (editada por el CSIC), y es miembro del Editorial Board de la revista internacional Cement and Concrete Composites.
Por otra parte, su compromiso con la presencia y visibilización de la mujer en el ámbito de la ciencia y de la tecnología la llevó a asociarse a AMIT (Asociación de Mujeres Investigadoras y Tecnólogas) en 2002 y le ha hecho realizar conferencias y mesas redondas sobre esta temática y ha escrito y publicado el libro: El Papel de las Mujeres en la Ciencia y la Tecnología, (Santillana 2015).

## Reconocimientos y premios
En 2010 recibió el premio SOCIEMAT (Sociedad Española de Materiales) a la mejor carrera científica.